# Kościół św. Maksymiliana Marii Kolbego w Kargowej
Kościół pw. św. Maksymiliana Marii Kolbego w Kargowej – rzymskokatolicki kościół filialny należący do parafii św. Wojciecha w Kargowej.

## Architektura

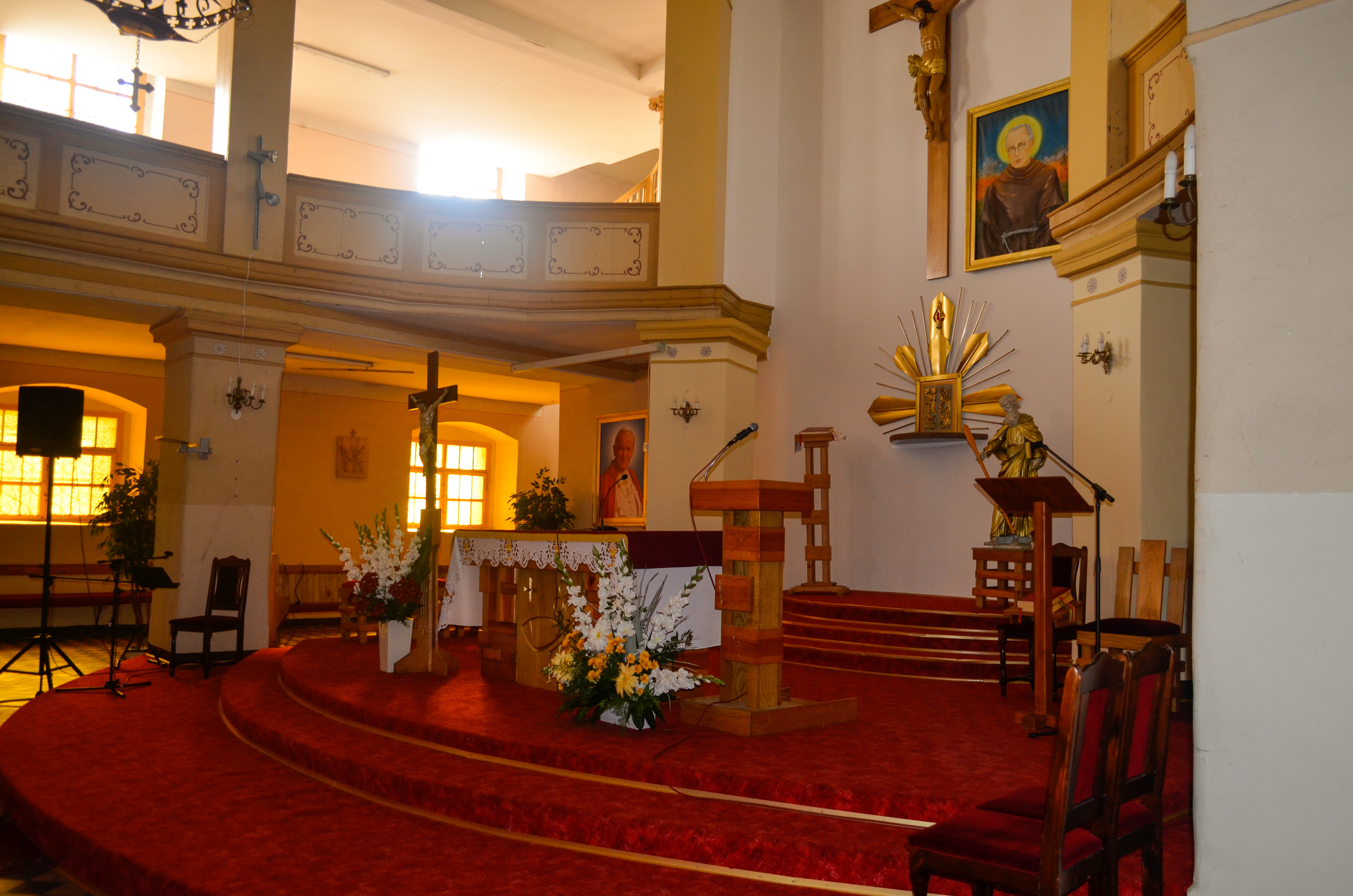
Wnętrze świątyni

Jest to dawna świątynia ewangelicka, wzniesiona na początku XIX wieku na miejscu wcześniejszej budowli szachulcowej. Kościół posiada solidną wieżę nakrytą wysokim dachem hełmowym, dostawioną w 1832 roku, w przyziemiu wieży znajduje się główne wejście. We wnętrzu są umieszczone charakterystyczne dwukondygnacyjne empory. Po prawej stronie ołtarza jest umieszczona chrzcielnica, która jest jedynym elementem oryginalnego wyposażenia.
Kościół posiada proste założenie i bryłę oraz reprezentuje styl późnoklasycystyczny.